# Sabellacheres
Sabellacheres är ett släkte av kräftdjur. Sabellacheres ingår i familjen Gastrodelphyidae.
Kladogram enligt Catalogue of Life:
| Sabellacheres | \| \| Sabellacheres gracilis \| \| \| \| \| \| Sabellacheres illgi \| \| \| \| |
|               | \| \| Sabellacheres gracilis \| \| \| \| \| \| Sabellacheres illgi \| \| \| \| |
|               | Gastrodelphys                                                                  |
|               |                                                                                |
|               | Sabellacheres gracilis                                                         |
|               |                                                                                |
|               | Sabellacheres illgi                                                            |
|               |                                                                                |

|  | Sabellacheres gracilis |
|  |                        |
|  | Sabellacheres illgi    |
|  |                        |